# Saint-Pal-de-Mons
Saint-Pal-de-Mons è un comune francese di 2 110 abitanti situato nel dipartimento dell'Alta Loira della regione dell'Alvernia-Rodano-Alpi.

## Società

### Evoluzione demografica
Abitanti censiti